# Lindsey Stirling
Pour les articles homonymes, voir Stirling.
Lindsey Stirling, née le 21 septembre 1986 à Santa Ana, dans le comté d'Orange, en Californie (États-Unis), est une violoniste, artiste performeuse et compositrice américaine.
Reconnue pour la polyvalence de sa musique, du classique à des genres tels que la pop, le rock, l'électro ou le dubstep, elle a participé à plusieurs compétitions américaines dont la cinquième saison de l'émission America's Got Talent, où elle s'est présentée comme une « violoniste hip-hop »,,. Elle termine en quart de finale, encouragée par Sharon Osbourne et Piers Morgan, qui la décrivent comme « électrisante ».
En septembre 2012, elle sort son premier album, intitulé Lindsey Stirling, qui rencontre un succès relativement important, se plaçant même dans le top 5 en Allemagne et en Australie. Trois albums suivent, Shatter me en 2014, Brave Enough en 2016 et Artemis en 2019, deux albums thématisés pour Noël, Warmer in the Winter en 2017 et Snow Waltz en 2022, ainsi que plusieurs tournées dans le monde. Son style moderne contribue à populariser le violon auprès des jeunes. En juillet 2020, sa chaîne YouTube cumule plus de douze millions d'abonnés et ses clips plus de trois milliards de vues. Elle a notamment joué avec des artistes tels que Sean Kingston, Donny Osmond, Alan Jackson, The Piano Guys, Pentatonix, John Legend, Marina Kaye, Céline Dion et Evanescence.

## Biographie

Signature de Lindsey Stirling.

### Jeunesse et début de carrière
Lindsey Stirling est née à Santa Ana dans le comté d’Orange en Californie en 1986. À l'âge de 5 ans, influencée par la musique classique écoutée par ses parents, la jeune fille demande à apprendre à jouer du violon. Malgré les difficultés financières de sa famille, elle reçoit ses premières leçons dès l'âge de 6 ans.
Lindsey Stirling reçoit une formation classique pendant 12 ans. À 16 ans, elle rejoint un groupe de rock avec quatre de ses meilleurs amis. Au cours de son expérience, elle écrit un solo de violon rock, ce qui lui permet de gagner deux titres lors de l'Arizona's Jr. Miss. Elle continue ses études de violon tout en accomplissant des missions à New York pour l'église de Jésus-Christ des saints des derniers jours.
En 2010, à l'âge de 23 ans, Lindsey Stirling est quart-de-finaliste de la cinquième saison d'America's Got Talent. Lors de sa dernière performance, Piers Morgan, un des juges de l'émission, lui dit : « Vous n'êtes pas sans talent, mais vous n'êtes pas assez douée pour vous en sortir en virevoltant dans les airs et en essayant de jouer du violon en même temps ». Sharon Osbourne ajoute : « Vous devriez être dans un groupe… Ce que vous faites n'est pas suffisant pour remplir une salle à Las Vegas ». Dans son blog, Lindsey confie : « J'ai été dévastée par les résultats… C'était douloureux et un peu humiliant, mais j'ai dû réapprendre à puiser dans mes forces »,. Lindsey Stirling choisit de persévérer dans ses performances au style unique et assure elle-même la promotion de sa musique sur Internet. Elle utilise le style dubstep pour accorder avec son violon les bases de ses musiques. Dans une interview en 2012, elle déclare : « Beaucoup de gens m'ont dit tout au long de ma carrière que mon style et la musique que je fais… sont invendables. Mais la seule raison pour laquelle j'ai réussi c'est parce que je suis restée fidèle à moi-même ».

### Début de l'ascension

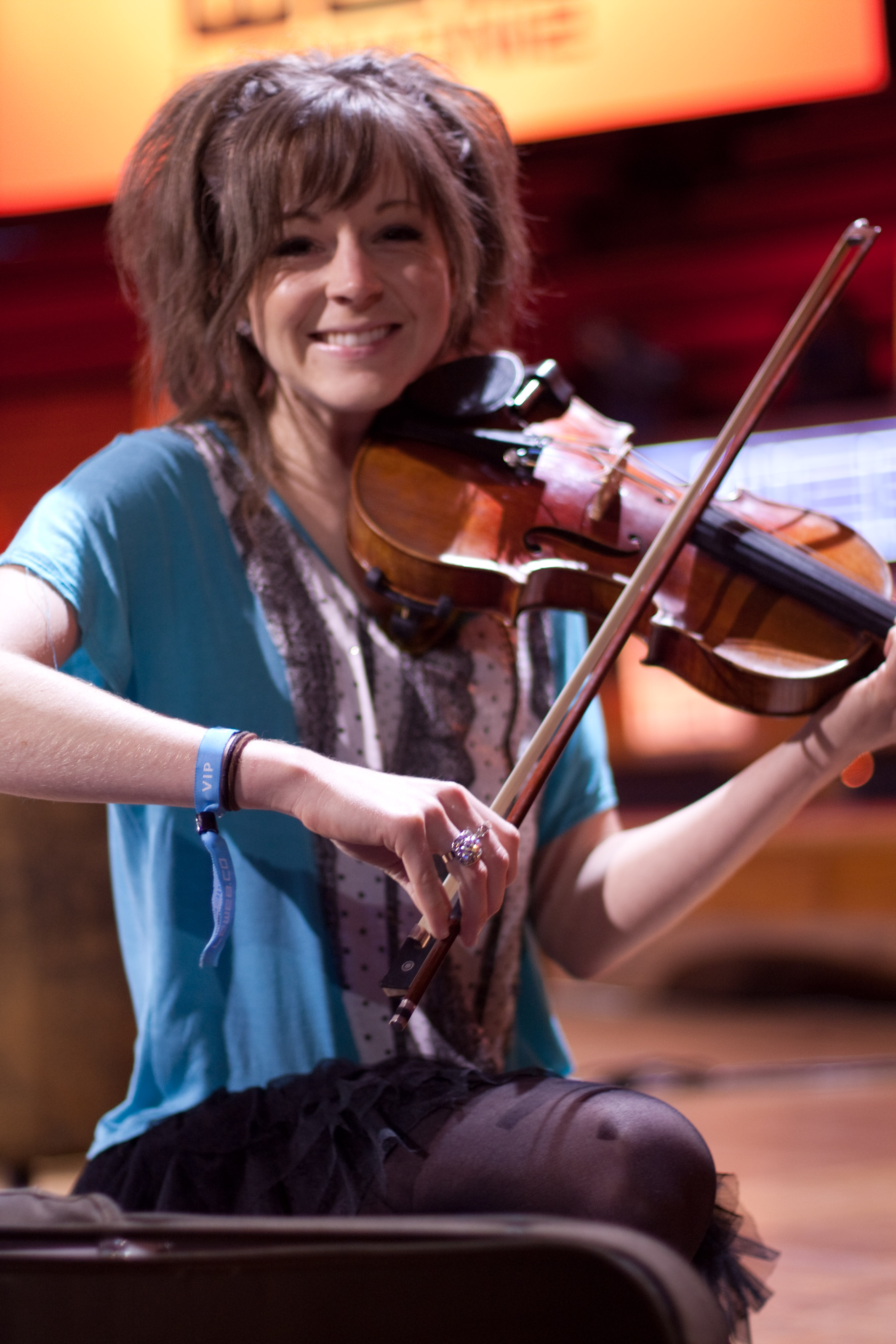
Lindsey Stirling à Londres en juin 2012.

Forte de son succès lors d'America's Got Talent, Lindsey entame une carrière solo et sort un EP digital. En 2011, elle gagne en popularité grâce aux clips vidéo de ses musiques, qui sont visionnés plusieurs dizaines de millions de fois sur YouTube,.
Lindsey Stirling a étudié les loisirs thérapeutiques à l'université Brigham Young. Elle souhaite être un modèle positif pour les adolescentes et « prouver que l'on peut réussir tout en étant différent ».
En 2012, elle apparaît dans la bande-annonce du jeu vidéo Just Dance 4 aux côtés de Flo Rida et son premier album sort le 18 septembre de la même année. Elle profite de cet évènement pour commencer une première tournée en Amérique du Nord qui se termine le 26 novembre 2012.
Une nouvelle tournée en Europe et aux États-Unis se déroule au début de 2013. À cette occasion, elle fait son premier concert en France, à la Maroquinerie à Paris, le 18 janvier, puis elle revient le 29 mai à l'Olympia, le 31 mai à Lille, le 1er juin à Strasbourg et le 3 juin à Lyon. Cette seconde tournée se déroule en duo avec le rappeur américain Eppic. Lors de son passage en Suisse, elle est invitée à venir jouer sur la scène lors de l'élection de Miss Suisse 2013.
En novembre 2013, Lindsey remporte le prix « Response of the Year » aux YouTube Music Awards pour sa reprise du titre d'Imagine Dragons, Radioactive, en duo avec le groupe Pentatonix. Le titre récompense les reprises, parodies et remix les plus vus et appréciés par les internautes.

### Confirmation

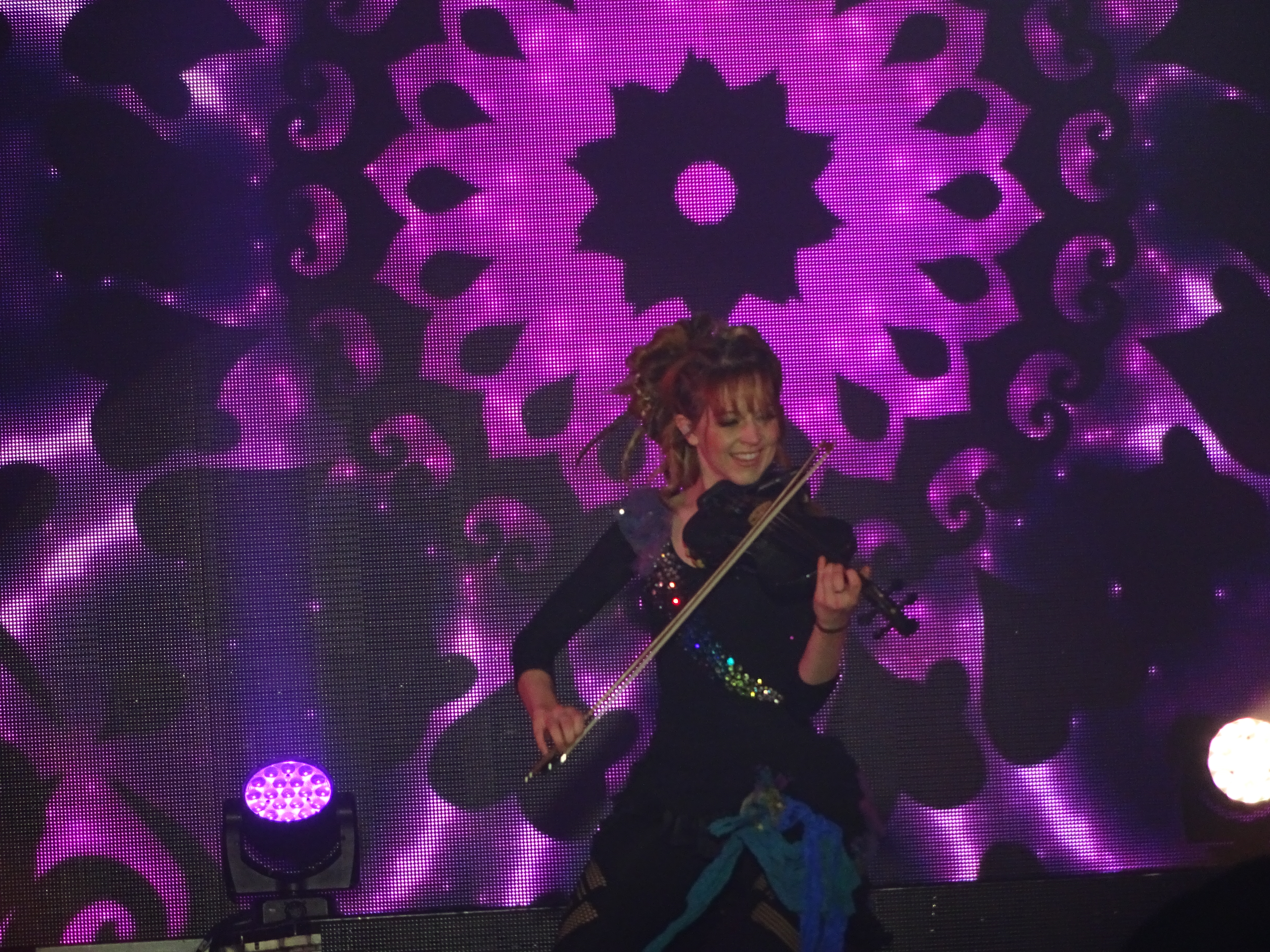
Lindsey Stirling au Rocher de Palmer à Bordeaux en novembre 2014.

En novembre 2014, son album Shatter me sort et réalise d'excellentes ventes. Son titre Beyond the Veil atteint la vingt-deuxième place du Billboard. Le second single, Shatter me, accumule près de 1,3 million de vues en 24 heures sur YouTube. L'album atteint la première place des ventes sur iTunes et la seconde place du Billboard 200.
Elle part en tournée en Europe en automne 2014 avec plus de 100 000 spectateurs, passant notamment par Strasbourg le 25 octobre, Lyon le 29 octobre, Bruxelles le 30 octobre, Paris le 1er novembre, Lille le 3 novembre, Bordeaux le 10 novembre, Toulouse le 11 novembre et Nantes le 12 novembre.
Lindsey participe aux Billboard Music Awards 2015 aux côtés de Charlie Puth et Wizz Khalifa. Ils interprètent See you again pour rendre hommage à l'acteur Paul Walker décédé en 2013. Le titre réalise d'excellentes ventes dans le monde, restant d'ailleurs plusieurs semaines en tête du Billboard.
Lindsey continue avec sa tournée mondiale en 2015 et revient en France le 3 juillet à l'occasion du Main Square Festival d'Arras, et le 18 juillet au Nice Music Live.
Le 21 novembre 2015, le pianiste de Lindsey, Jason Gaviati, décède d'une crise cardiaque peu de temps après son combat contre un cancer. Les internautes et fans de Lindsey lui rendent hommage à de nombreuses reprises et un titre de son troisième album lui est dédié, tout comme sa reprise du titre de Queen, The Show Must Go On, en duo avec Céline Dion (cette dernière dédiant également cette chanson à un proche décédé, son mari René Angélil).
Son livre autobiographique « The only pirate at the party », co-écrit avec sa sœur Brooke S. Passey, sort en janvier 2016.
Son troisième album, Brave Enough, sort le 19 août 2016, accompagné d'une nouvelle tournée. L'album atteint aussi la seconde place du Billboard.
En 2017, elle participe à la vingt-cinquième saison de Dancing with the Stars (équivalent américain de Danse avec les stars) sur ABC, avec pour partenaire le danseur Mark Ballas. Elle atteint la finale et termine deuxième de la compétition.
En novembre 2017, elle apparaît dans la chanson Hi-Lo, sur l'album Synthesis du groupe de métal Evanescence. Durant l'été 2018, elle part en tournée avec ce même groupe dans toute l'Amérique du Nord.
En octobre 2018, une version deluxe de son dernier album Warmer in the Winter sort. Elle revient aussi pour une apparition dans Dancing with the Stars dans un trio aux côtés de l'animateur Bobby Bones et la danseuse Sharna Burgess.
Elle sort son album Artemis le 6 septembre 2019, suivi d'une tournée en Europe l'automne qui suit.
En 2020, elle collabore avec le groupe de post-hardcore Escape the Fate sur leur chanson Invincible.
En 2023, elle collabore avec Walk off the Earth sur titre « Long Way Home » de leur album « Stand by You », à la suite de quoi elle participe à leur tournée d'été 2023.
Le 21 juillet 2023, elle participe au festival de musique Lollapalooza de Paris sur la main stage west. 

## Discographie

### EP
- 2010 : Lindsey Stomp
  - Transcendence
  - Song of the Caged Bird
  - Spontaneous Me
- 2021 : Lose You Now

### Singles
- 2011 : Electric Daisy Violin
- 2011 : Shadows
- 2011 : Zelda Medley
- 2011 : Silent Night
- 2011 : Celtic Carol
- 2012 : Lord of the Rings Medley
- 2012 : Crystallize
- 2012 : Phantom of The Opera
- 2012 : Moon Trance
- 2012 : Assassin's Creed III
- 2012 : Good Feeling Violin Remix
- 2012 : What Child is This
- 2012 : Elements
- 2013 : My Immortal

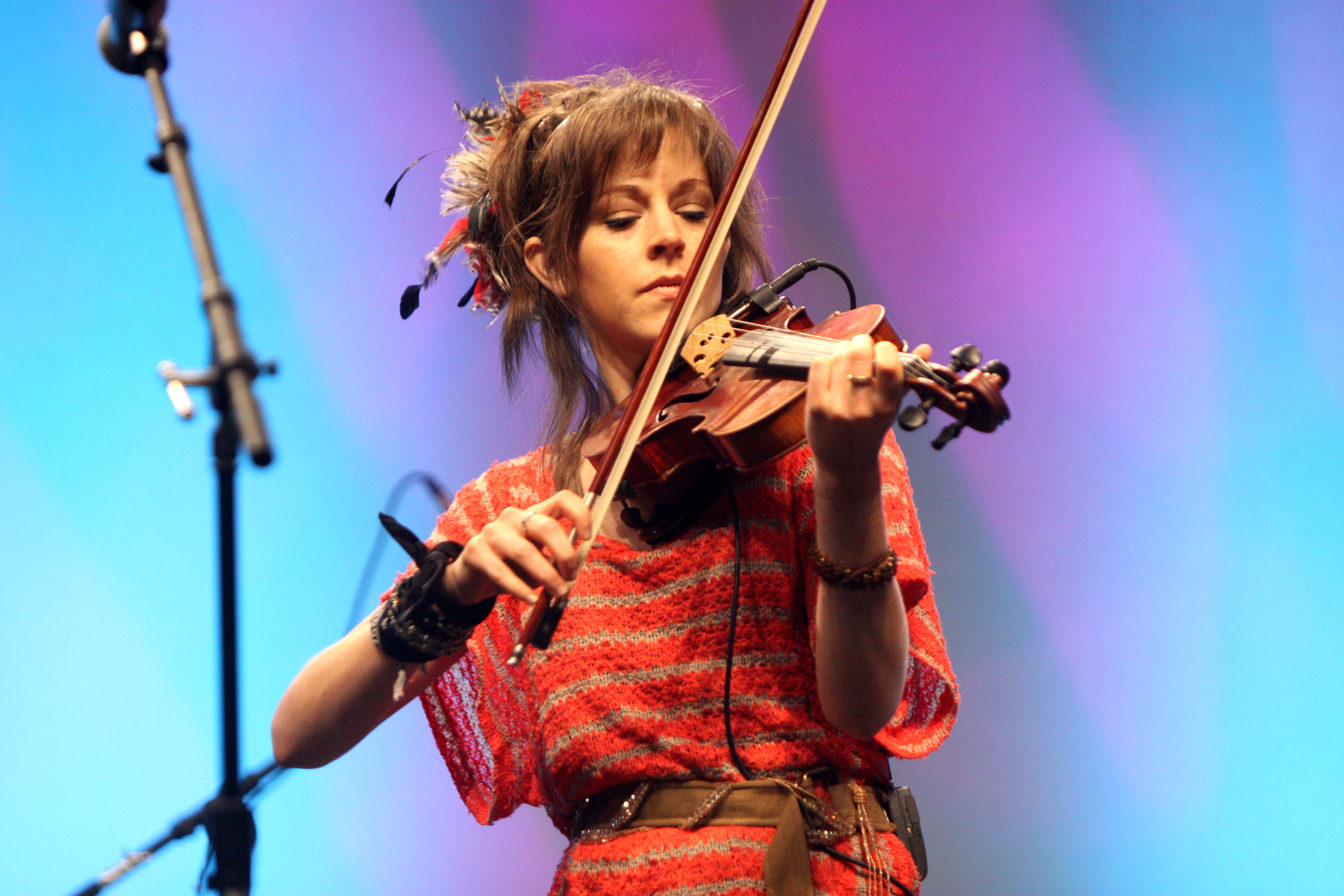
Lindsey Stirling au VidCon en juin 2012.

- 2013 : Elements (Orchestral Version)
- 2013 : Minimal Beat
- 2014 : Stars Align
- 2014 : Beyond The Veil
- 2014 : Shatter Me (avec Lzzy Hale)
- 2014 : Master of Tides
- 2014 : Roundtable Rival
- 2014 : Mirror Haus
- 2014 : V-Pop
- 2014 : Heist
- 2014 : Night Vision
- 2014 : Take Flight
- 2014 : Ascendance
- 2014 : Swag
- 2014 : Sun Skip
- 2014 : Eclipse
- 2014 : Dragon Age
- 2015 : Senbonzakura
- 2015 : Les Misérables (Medley)
- 2015 : Into The Woods (Medley)
- 2016 : The Arena
- 2016 : Prism
- 2017 : Beauty and the Beast (La Belle et la Bête)
- 2017 : Lost Girls
- 2017 : Forgotten City from RiME
- 2017 : It ain't me
- 2017 : Dance of the Sugar Plum Fairy
- 2017 : Carol of the Bells
- 2018 : Main Title From Home Alone (Somewhere In My Memory)
- 2019 : Underground
- 2019 : Artemis
- 2024 : Eye Of The Untold Her

### Featuring
- 2011 : By No Means (avec Eppic)
- 2011 : Party Rock Anthem (avec Jake Bruene)
- 2011 : Mama Economy (avec Tay Zonday)
- 2012 : Grenade (avec Nathaniel Drew)
- 2012 : Skyrim (avec Peter Hollens)
- 2012 : Lying (avec Justin Williams)
- 2013 : Daylight (avec Tyler Ward et Chester See)
- 2013 : Thrift Shop (avec Tyler Ward)
- 2013 : Mission Impossible (avec The Piano Guys)
- 2013 : Halo Theme (avec William Joseph)
- 2013 : Star Wars Medley (avec Peter Hollens)
- 2013 : A Thousand Years (avec Peter et Evynne Hollens)
- 2013 : Pokémon Dubstep Remix (avec Kurt Hugo Schneider)
- 2013 : Some Kind of Beautiful (avec Tyler Ward)
- 2013 : Oh Come, Emmanuel (avec Kuha'o Case)
- 2013 : Radioactive, reprise d'Imagine Dragons (avec Pentatonix)
- 2014 : Shatter me (avec Lzzy Hale)
- 2014 : We Are Giants (avec Dia Frampton)
- 2014 : Beautiful Times (avec Owl City)
- 2014 : All of Me (avec John Legend)
- 2014 : Papaoutai, reprise de Stromae (avec Pentatonix)
- 2015 : Sounds Like Heaven (avec Marina Kaye)
- 2015 : Pure imagination (avec Josh Groban)
- 2015 : Bright (avec Echosmith)
- 2015 : Hallelujah, reprise de Leonard Cohen (avec Joy Enriquez)
- 2015 : Loud (avec Jessie J)
- 2015 : We Are Giants (avec Dia Frampton)
- 2016 : Dying for you (avec Otto Knows et Alex Aris)
- 2016 : The Show Must Go On, reprise de Queen (avec Céline Dion)
- 2016 : Something Wild (avec Andrew McMahon)
- 2016 : Hold my heart (avec ZZ Ward)
- 2017 : Mirage (avec Raja Kumari)
- 2017 : Christmas C'mon (avec Becky G)
- 2017 : Hi-Lo (avec Evanescence)
- 2019 : Voices (avec Switchfoot)
- 2020 : Invincible (avec Escape the Fate)
- 2023 : Long Way Home (avec Walk off the Earth)

## Récompenses

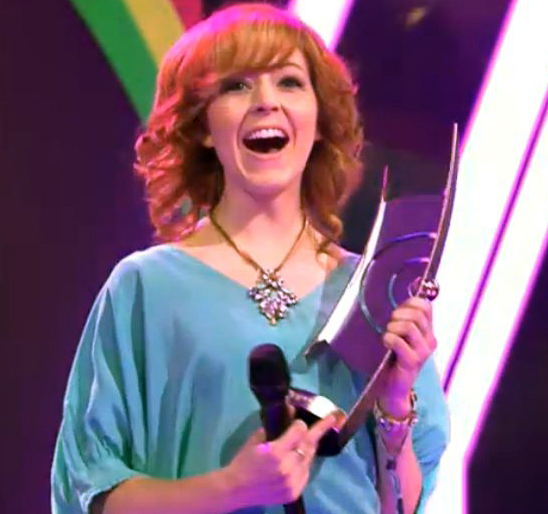
Lindsey Stirling, recevant son Echo Award du meilleur Crossover à Berlin en mars 2014.

### Nominations
- 2014 : Billboard Music Awards : Meilleur album Dance/Electronic, pour son album "Lindsey Stirling"
- 2014 : German Echo Music Awards : Révélation internationale
- 2014 : Teen Choice Awards : Web star de la musique
- 2015 : Billboard Music Awards : Meilleur artiste Dance/Electronic
- 2015 : Teen Choice Awards : Web star de la musique
- 2015 : Streamy Awards : Meilleure collaboration, pour sa collaboration avec Pentatonix
- 2015 : Streamy Awards : Meilleure musique originale, pour son titre "Take flight"

### Prix remportés
- 2013 : Streamy Awards : Meilleure chorégraphie
- 2013 : YouTube Awards : Reprise de l'année, pour la reprise du titre d'Imagine Dragons, Radioactive, avec Pentatonix
- 2014 : German Echo Music Awards : Meilleur Crossover, pour son album "Lindsey Stirling"
- 2014 : Streamy Awards : Meilleur artiste musical
- 2015 : Billboard Music Awards : Meilleur album Dance/Electronic, pour son album "Shatter me"
- 2015 : German Echo Music Awards : Meilleur Crossover, pour son album "Shatter me"
- 2015 : YouTube Awards : Artiste de l'année
- 2016 : Shorty Awards : Meilleur musicien YouTube
- 2016 : Streamy Awards : Meilleure reprise, pour sa reprise du titre de Leonard Cohen, Hallelujah

L'astéroïde (242516) Lindseystirling a été nommé en son honneur.